# Марієнталь (Канзас)
Марієнталь (англ. Marienthal) — переписна місцевість (CDP) в США, в окрузі Вічита штату Канзас. Населення — 64 особи (2020).

## Географія
Марієнталь розташований за координатами 38°29′21″ пн. ш. 101°13′12″ зх. д. / 38.48917° пн. ш. 101.22000° зх. д. (38.489080, -101.220035).  За даними Бюро перепису населення США в 2010 році переписна місцевість мала площу 5,18 км², уся площа — суходіл.

## Демографія
Згідно з переписом 2010 року, у переписній місцевості мешкала 71 особа в 33 домогосподарствах у складі 23 родин. Густота населення становила 14 особи/км².  Було 38 помешкань (7/км²).
Расовий склад населення:
| - 97,2 % — білих - 2,8 % — азіатів |

До двох чи більше рас належало 0,0 %. Частка іспаномовних становила 2,8 % від усіх жителів.
За віковим діапазоном населення розподілялося таким чином: 18,3 % — особи молодші 18 років, 52,1 % — особи у віці 18—64 років, 29,6 % — особи у віці 65 років та старші. Медіана віку мешканця становила 51,9 року. На 100 осіб жіночої статі у переписній місцевості припадало 136,7 чоловіків;  на 100 жінок у віці від 18 років та старших — 132,0 чоловіків також старших 18 років.
Цивільне працевлаштоване населення становило 16 осіб. Основні галузі зайнятості: науковці, спеціалісти, менеджери — 43,8 %, транспорт — 31,3 %, фінанси, страхування та нерухомість — 12,5 %.